# West Columbia (Carolina do Sul)
West Columbia é uma cidade localizada no estado norte-americano de Carolina do Sul, no Condado de Lexington.

## Demografia
Segundo o censo norte-americano de 2000, a sua população era de 13.064 habitantes.
Em 2006, foi estimada uma população de 13.670, um aumento de 606 (4.6%).

## Geografia
De acordo com o United States Census Bureau tem uma área de
16,2 km², dos quais 15,7 km² cobertos por terra e 0,5 km² cobertos por água.

## Localidades na vizinhança
O diagrama seguinte representa as localidades num raio de 8 km ao redor de West Columbia.